# Trollywood

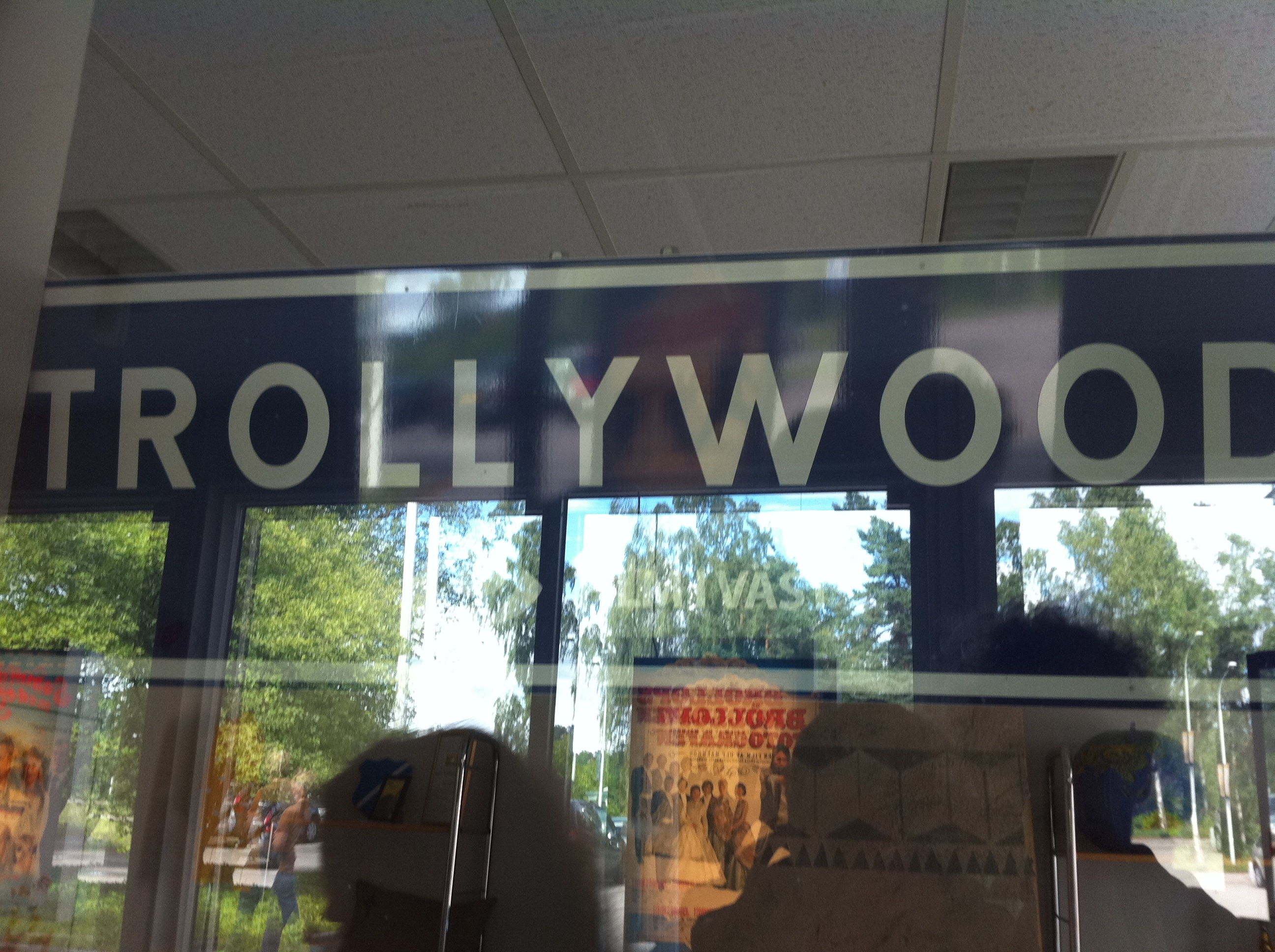
Trollywood.

Trollywood est le nom informel d'un établissement de production de films situé sur la commune de Trollhättan, en Suède. Les films qui y ont été tournés comptent parmi eux des succès tels que Fucking Åmål, Dancer in the Dark et Dogville. Les studios Film i Väst y concentrent près de la moitié de la production des longs métrages suédois.